# Беспартийный

Беспартийный и
независимый кандидат

Беспарти́йный (сокр. б/п) — человек, не состоящий в какой-либо политической партии.

## Описание
Вопросы беспартийности (беспартийный прогрессизм) и беспартийных рассматривались, в России, в трудах будущих руководителей первого социалистического государства. 
Выражение также получило широкое распространение в Союзе ССР. Это связано с тем, что партийная принадлежность зачастую являлась одним из пунктов в различных анкетах, и слово «беспартийный» употреблялось для обозначения лиц, не состоявших в КПСС, или ВЛКСМ.
В позднюю сталинскую эпоху, например, выборы депутатов в Советы были всеобщими, прямыми, равными при тайном голосовании, однако, безальтернативными. Все кандидаты представляли единый «блок коммунистов и беспартийных», их выдвигали по одному на участок. По отчётам в вышестоящие партийные инстанции в 1947 году в выборах участвовало 99,97 % граждан государства, имеющих право голоса; из них 98,92 % голосовали за «блок коммунистов и беспартийных».
Сейчас термин широко применяется при характеристике лиц, занимающих выборные должности, либо являющихся кандидатами на такие должности, не являющихся выдвиженцами партий или членами партийных фракций (беспартийный депутат, беспартийный кандидат в президенты).